# Brooke Adams (actrice)
Brooke Adams (New York, 8 februari 1949) is een Amerikaans actrice.

## Biografie
Adams heeft de high school doorlopen aan de High School for the Performing Arts in Baltimore en aan de School of American Ballet in New York.
Adams is vanaf 1992 getrouwd met Tony Shalhoub, de hoofdrolspeler in de televisieserie Monk. Zij hebben samen twee kinderen. 

## Filmografie

### Films
Uitgezonderd korte films.
- 2023 Mr. Monk's Last Case: A Monk Movie - als Beth
- 2019 Hamlet 360: Thy Father's Spirit - als Gertrude
- 2018 Snapshots - als Patty
- 2017 Breakable You - als Ruth Frank
- 2015 The Adventures of Beatle – als secretaresse
- 2012 Hemingway & Gellhorn – als vrouw uit Madrid
- 2009 Gary’s Walk – als Marcia
- 2008 The Accidental Husband – als Carolyn
- 2006 The Legend of Lucy Keyes – als Samantha Porter
- 2005 At Last – als Carol Singleton
- 2002 Made-Up – als Elizabeth James Tivey
- 1995 The Baby-Sitters Club – als Elizabeth Thomas Brewer
- 1994 Probable Cause – als ??
- 1993 The Last Hit – als Anna
- 1992 Gas, Food Lodging – als Nora
- 1991 Sometimes They Come Back – als Sally Norman
- 1991 The Unborn – als Virginia Marshall
- 1989 Bridesmaids – als Pat
- 1988 The Lion of Africa – als Grace Danet
- 1987 Man of Fire – als Jane
- 1987 Paul Reiser Out on a Whim – als ??
- 1985 Key Exchange – als Lisa
- 1985 The Stuff – als speciale gaste in Stuff reclame
- 1985 Lace II – als Pagan Tralone
- 1985 Almost You – als Erica Boyor
- 1984 Special People – als Diane Dupuy
- 1984 Lace – als Jennifer Trelawney
- 1983 The Dead Zone – als Sarah Bracknell
- 1983 Utilities – als Marion Edwards
- 1980 Tell Me a Riddle – als Jeannie
- 1979 Cuba – als Alexandra Lopez de Pulido
- 1979 A Man, a Woman and a Bank – als Stacey Bishop
- 1978 The First Great Train Robbery – als ??
- 1978 Invasion of the Body Snatchers – als Elizabeth Driscoll
- 1978 Days of Heaven – als Abby
- 1977 Shock Waves – als Rose
- 1976 James Dean – als Beverly
- 1975 Murder on Flight 502 – als Vera Franklin
- 1975 Black Bart – als Jennifer
- 1975 Song of the Succubus – als Olive Deems / Gloria Chambers
- 1975 Who Is the Black Dahlia? – als Diane Fowler
- 1975 The Daughters of Joshua Cabe Return – als Mae
- 1974 The Lords of Flatbush – als ??
- 1974 The Great Gatsby – als gaste op feest
- 1974 F. Scott Fitzgerald and 'The Last of the Belles' – als Kitty Preston
- 1971 Murders in the Blue Morgue – als verpleegster

### Televisieseries
Uitgezonderd eenmalige gastrollen.
- 2015 - 2017 All Downhill from Here - als Elizabeth James Hires - 22 afl.
- 2016 BrainDead - als senator Diane Vaynerchuk - 5 afl.
- 1988 Moonlighting – als Terri Knowles – 3 afl.
- 1981 – 1983 Great Performances – als Julia Newell – 2 afl.
- 1977 – 1978 Family – als Lizzie – 3 afl.
- 1965 O.K. Crackerby! – als Cynthia Crackerby – 14 afl.

- Bibsys: 1037895
- Bibliothèque nationale de France: cb140059728 (data)
- Gemeinsame Normdatei: 138208468
- International Standard Name Identifier: 0000 0001 1075 7793
- Library of Congress Control Number: n86041333
- Nationale Bibliotheek van Tsjechië: xx0184529
- Nationale Bibliotheek van Israël: 987007318023505171
- Nationale Bibliotheek van Polen: a0000001803434
- Nederlandse Thesaurus van Auteursnamen: 07328680X
- SNAC: w684135j
- Système universitaire de documentation: 070504822
- Virtual International Authority File: 88258972
- WorldCat: E39PBJhmMYFGDXVt6Dt8X9dCwC